# NASCAR Arcade
«NASCAR Arcade» — компьютерная игра в жанре автосимулятор, разработанная Hitmaker и издана Sega для аркадных автоматов Sega Hikaru, в 2000 году.
В создании музыки для игры принимала участие группа Crush 40 (тогда известная как Sons of Angels), японо-американская хард-рок группа, прославившись своими песнями для игр серии Sonic the Hedgehog.

## Игровой процесс
NASCAR Arcade является трёхмерным автосимулятором. Основная цель игры — пройти 4 круга по трассе и занять призовое место, пока не истечёт время. Игрок может выбрать автоматическую коробку передач, однако для большего реализма нужно проходить гонки только с ручной коробкой передач. Всего в машине пять передач. В зависимости от настроек, выбранных в меню, скорость автомобиля может измеряться как в километрах в час, так и в милях. Во время прохождения можно менять ракурсы камеры.
Так как игра основана на гонках NASCAR, игрок управляет сток-карами, машиной, которые носят имена серийных автомобилей, однако не похожи на них даже внешне. На гонках можно управлять Pontiac Grand Prix, Ford Taurus, Chevrolet Monte Carlo и Pontiac Firebird. После выбора машины нужно выбрать 4 трассы: Талладега, Ричмонд Интернейшнл, Уоткинс-Глен, и особый гоночный трек «Команды Sega». Во время прохождения рекомендуется обгонять своих соперников, чтобы получить за них дополнительные бонусы и продлевать игровое время. Если игрок не занял призовое место, игра заканчивается.
В NASCAR Arcade есть многопользовательский режим, имеющий поддержку до 8 игроков.